# Guitar Hero On Tour: Decades
Guitar Hero On Tour: Decades är en uppföljare till Guitar Hero On Tour som släpptes till Nintendo DS hösten 2008. Spelet utannonserades på Nintendos presskonferens under E3-mässan 2008. Guitar Hero On Tour Decades kommer att innehålla en helt ny låtlista, och möjligheten att byta låtar med det första Guitar Hero On Tour kommer att finnas.